# توره خوستدت
توره خوستدت (انگلیسی: Thure Sjöstedt؛ ۲۸ اوت ۱۹۰۳ – ۲ مه ۱۹۵۶) کشتی‌گیر آزاد اهل سوئد بود.
وی در مسابقات کشوری و بین‌المللی در مجموع برندهٔ ۲ مدال طلا، ۲ مدال نقره شده‌است.